# Zbór Ewangeliczny „Jeruzalem” w Żywcu
Zbór Ewangeliczny „Jeruzalem” w Żywcu – dawny chrześcijański kościół protestancki nurtu ewangelikalnego z siedzibą w Żywcu przy ul. Pięknej 13 w dzielnicy Zabłocie. Został wpisany do rejestru kościołów i innych związków wyznaniowych pod nr 109 w 1996 roku. W 2011 roku liczył 17 wiernych. Zakończył działalność w 2015.
Powstał w wyniku rozłamu w żywieckim zborze Kościoła Ewangelicznych Chrześcijan w 1995 roku, kiedy to Alojzy Stasica opuścił kościół i założył Zbór Ewangeliczny „Jeruzalem”. Głównym zadaniem zboru była ewangelizacja. Za jedyne źródło wiary uznawana była Biblia. Praktykowana była codzienna godzina modlitwy i wyjście z literaturą biblijną w miejsce publiczne. Nabożeństwa odbywały się w niedzielę, a raz w miesiącu przyjmowana była Pamiątka Wieczerzy Pańskiej. Szczególny nacisk kładziono na wychowanie młodego pokolenia, by służyło Bogu i bliźniemu oraz nie stwarzało problemów społecznych.
Przy zborze działała szkółka niedzielna dla dzieci oraz prowadzona była pomoc dla ludzi chorych, potrzebujących oraz rodzin wielodzietnych i dzieci.
Zbór Ewangeliczny „Jeruzalem” utrzymywał kontakty z innymi kościołami nurtu ewangelikalnego.
18 stycznia 2015 zbór podjął decyzję o rozwiązaniu wspólnoty, na skutek czego w 2015 został on wykreślony z Rejestru Kościołów i Związków Wyznaniowych MSWiA.